# 橙黄花黄耆
橙黄花黄耆（学名：Astragalus dependens var. aurantiacus）为豆科黄芪属下的一个变种。

## 扩展阅读
- 維基物種上的相關：橙黄花黄耆